# 永久邮票
永久邮票，又称无面值邮票（英語：Non-denominated postage）是一种特殊邮票。所谓“永久”，代表它永遠可以用來寄某一種邮件，其实际价值随着該邮件邮资的调整而变化。

## 概况
永久邮票不印面值，而售价以当时第一类邮件资费为准。例如，某地第一类邮件资费为1元，此邮票的售价即为1元；当费率提高到1.5元时，该邮票的售价也将上涨到1.5元，但先前以1元购买的邮票依然可以继续正常使用，而不需額外補貼郵票。
永久邮票大多等值于本地基本邮资。一些地方的邮政部门还会发行不同类型的无面值邮票，例如英国皇家邮政发行过标记为“1st”、“2nd”和“E”的邮票，分别用于英国国内快件、国内平信和寄往欧洲其他国家的平信，另外还有用于大尺寸信函的“1st large”和“2nd large”邮票；美国发行了三种永久邮票，分别为标记“Forever”的国内邮资永久邮票、用于增重的“Additional Ounce”永久邮票和标记“Global Forever”的国际邮资永久邮票。

## 採用永久郵票國家和地區舉例
| 國家     | 相關文字                    | 使用范围                                                                |
| -------- | --------------------------- | ----------------------------------------------------------------------- |
| 英國     | 1st/1st larege              | 英國國内快件（第2日送抵）                                               |
| 英國     | 2nd/2nd large               | 國内平信（在郵件中心待3天才送達）                                       |
| 英國     | E                           | 寄往歐洲其他國家的平信                                                  |
| 美國     | Forever                     | 國內郵件                                                                |
| 美國     | Additional Ounce            | 国内邮件，用于在基础重量上再增重1盎司（约28g）                          |
| 美國     | Global Forever              | 寄往其他國家的普通信件（1盎司以下，寄往加拿大上限为2盎司）              |
| 加拿大   | 內有白色「P」的 字紅色楓葉  | 國內郵資                                                                |
| 法國     | Lettre prioritaire          | 國内快件                                                                |
| 法國     | Letttre Verte               | 國内平信（在郵件中心待3天才送達）                                       |
| 法國     | Ecopli                      | 大量投寄的本地郵件                                                      |
| 法國     | Monde                       | 寄往其他國家的普通信件                                                  |
| 南韓     | 영원우표 국내 규격 25g      | 國內郵件（25克以下）                                                    |
| 新加坡   | 1st Local                   | 國內郵件（20克或以下）                                                  |
| 新加坡   | 2nd Local                   | 國內郵件（20克以上，40克或以下）                                        |
| 香港     | 本地郵資 Local Mail Postage | 30克或以下香港境內郵件                                                  |
| 香港     | 空郵郵資 Air Mail Postage   | 20克或以下的空郵郵件 （寄往日本及亞洲以外國家，例如英國、澳洲、南非等） |
| 中華民國 | 国内印刷物基本邮资          | 20克或以下台澎金马境内邮件                                              |
| 中華民國 | 国内信函基本邮资            | 20克或以下台澎金马境内邮件                                              |

## 部分永久邮票图案

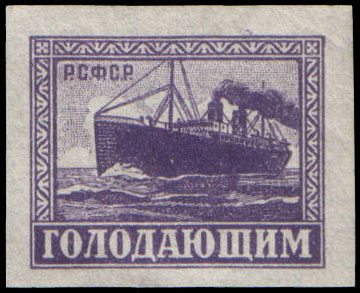
苏维埃俄国于1922年发行的无面值附捐邮票。
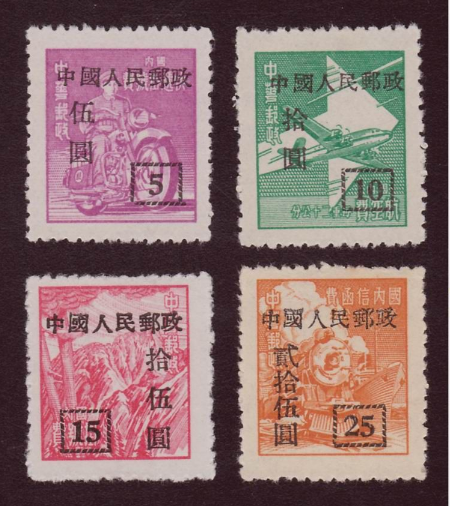
中华邮政单位邮票（加字改值），在未加字改值之前为无面值邮票。
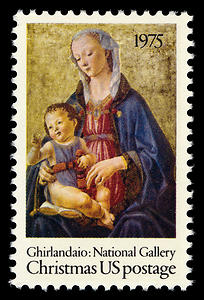
美国于1975年发行的无面值邮票，也是美国首张无面值邮票，图案为圣母玛利亚及圣子。
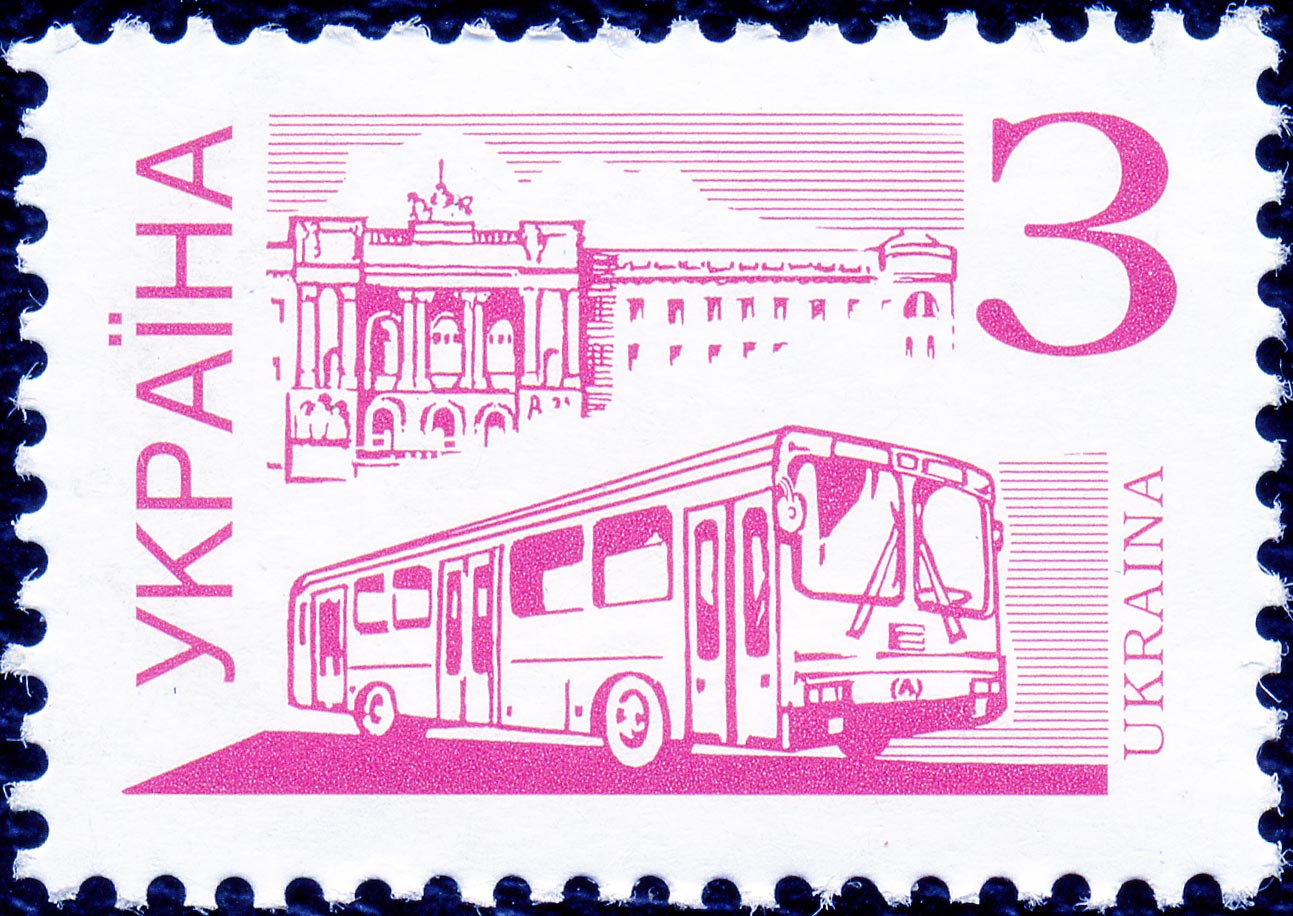
乌克兰于2002年发行的无面值邮票（票面右上方文字为西里尔字母，并非阿拉伯数字“3”）。
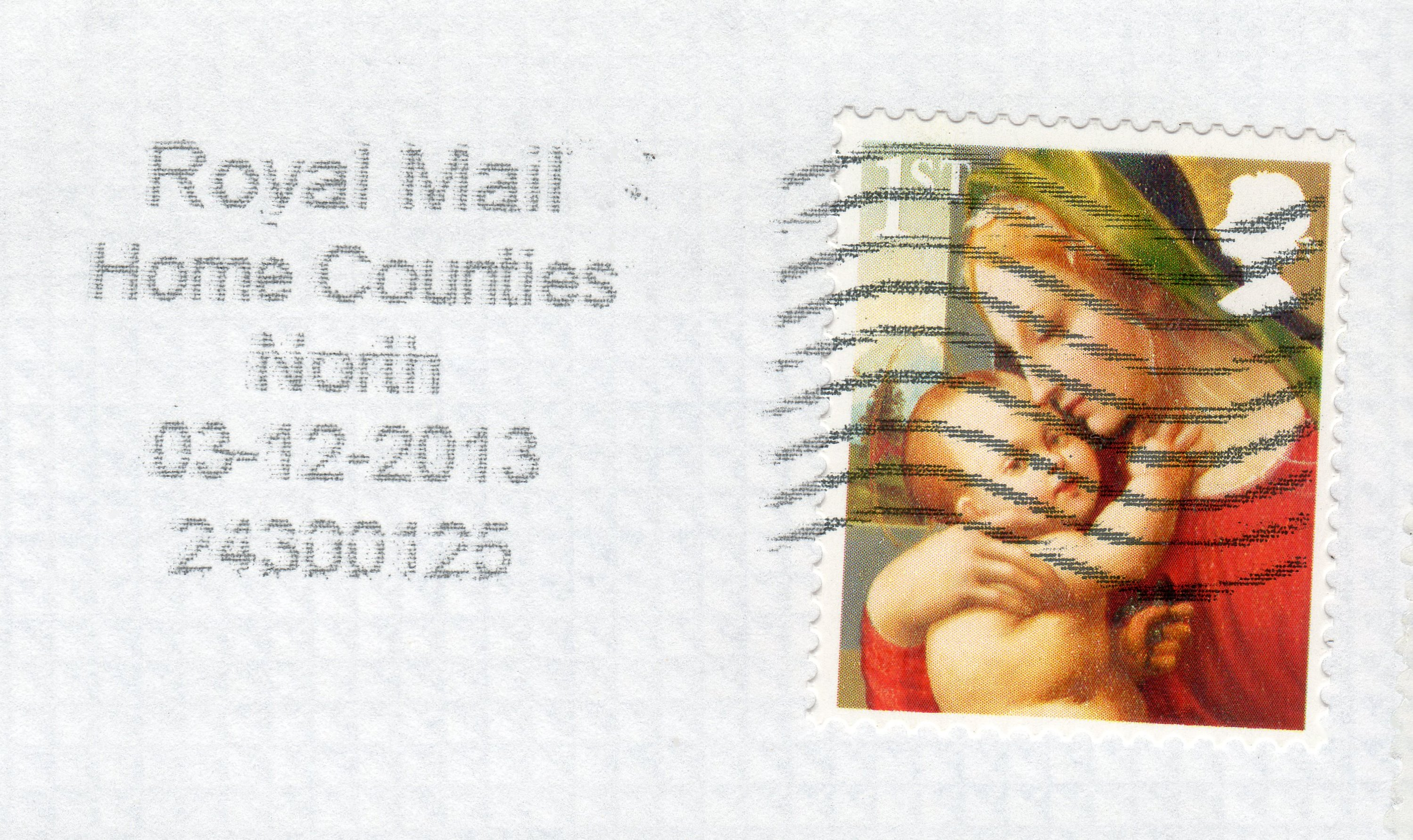
英国2013年圣诞节邮票（已盖销），标记为“1st”，图案为圣母玛利亚及圣子。